# Tone Batagelj
Tone Batagelj (tudi Nino Batagelj), slovenski pravnik in pesnik, * 27. december 1894, Ajdovščina, † 9. december 1974, Ljubljana.

## Življenje in delo
Tone Batagelj se je rodil v družini mizarja Frančiška Batagelja v Šturjah (sedaj predel Ajdovščine). Mati mu je bila Jožefa (rojena Bratina). Ljudsko šolo je obiskoval v rojstnem kraju. Tu je imel za učitelja pesnika Andreja Perneta, ki ga je navdušil za poezijo. Perne je pregovoril je starše, da so ga dali (po priporočilu domačega župnika Janeza Kromarja) v goriško malo semenišče. V Gorici sta se našla z Marijem Kogojem, oba navdušena za poezijo in glasbo; tu pa so bili še: Gojmir Anton Kos, Stano Kosovel, Dolfe Ivančič in France Bevk. Gimnazijo v Gorici je zaradi spora s katehetom zapustil in nadaljeval v Ljubljani in tu leta 1914 maturiral. Že v Gorici je bil član Preporoda. Po začetku 1. svetovne vojne je bil v vpoklican v avstro-ogrsko vojsko, odšel na vzhodno fronto, kjer je med prebojem generala Brusilova pobegnil k Rusom in bil ujetnik v več ruskih taboriščih. Ko je zvedel, da v taboriščih agitirajo za vstop v prostovoljne odrede, kateri so se oblikovali v okolici Odese, se je pridružil jugoslovanskim prostovoljcem in z njimi odšel na Solunsko fronto, še prej pa je bil v odsotnosti obsojen od avstrijskega vrhovnega vojaškega sodišča na smrt z obešenjem. Po končani vojni je želel študirati medicino, ostal pa je v službi pokrajinske vlade za Dalmacijo v Splitu, kasneje pa je diplomiral na zagrebški Pravni fakulteti. Nekaj časa je bil pomočnik obmejnega komisarja na Jesenicah in pomagal članom organizacije TIGR pri prenosu ilegalnega materiala preko državne meje v Italijo ter bil zaradi tega na 1. tržaškem procesu septembra 1930 v odsotnosti obsojen. Po odhodu z Jesenic je kot inšpektor notranjega ministrstva služboval v raznih krajih (Ljubljana, Sarajevo, Beograd, Novi Sad) in bil po napadu na Jugoslavijo aprila 1941 zajet s strani ustašev ter poslan v delovna taborišča v kraje: Annaburg, Nürnberg, Strasbourg, Berkenbürgge, Alexidorf in Fallingbostel. Po osvoboditvi se je preselil v Opatijo. Bil je družinski prijatelj pesnika Alojza Gradnika.
Anton Batagelj je začel prve pesmi objavljati 1910 v reviji Angelček, otrokom učitelj in prijatelj, nadaljeval v listu za srednješolsko dijaštvo Mentor in mesečniku za zabavo in pouk Dobri prijatelj. V ruskem obdobju je veliko ustvarjal, vendar je dva zvezka pesmi izgubil v Odesi. Po 1. svetovni vojni je objavljal v Ljubljanskem zvonu, v reviji Mladika (s podnaslovom Družinski list s podobami) Novem rodu, po 2. svetovni vojni pa v Razgledih, Cicibanu in Tovarišu. Njegove pesmi so predvsem ljubezenske narave. Pisal je tudi prozo.